# Adalberto Fazzio
Adalberto Fazzio (Sorocaba, 6 de outubro de 1950) é um físico, pesquisador e professor universitário brasileiro.
Comendador e grande oficial da Ordem Nacional do Mérito Científico e membro titular da Academia Brasileira de Ciências, Adalberto é professor titular e livre-docente do Instituto de Física da Universidade de São Paulo. Foi reitor da Universidade Federal do ABC de 2008 a 2010, diretor do Laboratório Nacional de Nanotecnologia do Centro Nacional de Pesquisa em Energia e Materiais (CNPEM) de 2017 a 2021, e atualmente ocupa o cargo de diretor da Ilum Escola de Ciência/CNPEM.

## Biografia
Adalberto nasceu em Sorocaba, em 1950. Quando criança, sonhava em ser jogador de futebol. Seus pais desejavam que se tornasse engenheiro, mas Adalberto seguiu para o curso de física. Ingressou em Física pela Universidade de Brasília (UNB), em 1970. Em 1973 entrou para o mestrado em física, pela mesma instituição. O doutorado foi feito na Universidade de São Paulo, sob a orientação de José Roberto Leite, cuja tese foi defendida em 1978.
Foi pesquisador visitante no National Renewable Energy Laboratory, nos Estados Unidos e no Fritz-Häber-Institut, da Sociedade Max Planck, na Alemanha. É pesquisador I-A do CNPq. Foi Secretário, Secretário- Geral, Vice-Presidente e Presidente da Sociedade Brasileira de Física (SBF) e, também, Conselheiro desta mesma sociedade. Foi chefe do Departamento de Física dos Materiais e Mecânica, Vice-Diretor e Diretor do Instituto de Física da USP.
Em 2008, foi nomeado pelo então ministro da Educação como membro do Conselho Superior da CAPES e Reitor da Universidade Federal do ABC (2008-2010), onde também foi Diretor do Centro de Ciências Naturais e Humanas. Em março de 2011 foi nomeado, pelo Ministro da Ciência e Tecnologia, Coordenador-Geral de Micro e Nanotecnologias da Secretaria de Desenvolvimento Tecnológico e Inovação do MCT e Assessor Especial do Ministro. Em julho foi designado, pelo Ministro da Ciência, Tecnologia e Inovação, para o cargo de Secretário Adjunto da Secretaria de Desenvolvimento Tecnológico e Inovação do MCTI, exercido até 1 de novembro de 2013. Em outubro de 2013 foi eleito Membro da TWAS.
Aposentado da USP, foi diretor do Laboratório Nacional de Nanotecnologia do CNPEM e orientou estudantes de pós-graduação em Nanociências e Materiais Avançados na mesma instituição de 2017 a 2021. Atualmente ocupa o cargo de diretor da Ilum Escola de Ciência do CNPEM.

## Pesquisas
Suas pesquisas concentram-se na Física da Matéria Condensada, dirigida primordialmente no entendimento de propriedades estruturais, magnéticas e de transporte em materiais. Atualmente trabalha com propriedades de nanomateriais e isolantes topológicos. Seu grupo de pesquisa trabalha no desenvolvimento de métodos e algoritmos computacionais, aplicados a materiais, procurando entender os processos de crescimentos, difusão atômica, interfaces, defeitos extensos e ações de campo externo (campo elétrico, campo magnético, pressões e temperaturas).

## Publicações

### Livros
- VIANNA, José David M.; FAZZIO, A.; CANUTO, Sylvio. Teoria Quântica de Moléculas e Sólidos - Simulação Computacional. 2004, Editora Livraria da Física, São Paulo.
- FAZZIO, A.; WATARI, Kazunori. Introdução à Teoria de Grupos com Aplicações em Moléculas e Sólidos. 1998, Editora da UFSM, Santa Maria.
- FAZZIO, A. (Org.); CANUTO, S. (Org.). Computer Simulation in Physics: Electronic Structure of Matter. 1994.

## Prêmios
- Comendador da Ordem Nacional do Mérito Científico - Presidente da República do Brasil (2006).
- Grão-Cruz da Ordem Nacional do Mérito Científico - Presidente da República do Brasil (2010).
- Bolsista de Produtividade em Pesquisa do Conselho Nacional de Desenvolvimento Científico e Tecnológico, CNPq - Nível 1A.